# Saint-Denis-de-Palin
Saint-Denis-de-Palin ist eine französische Gemeinde mit 278 Einwohnern (Stand: 1. Januar 2022) im Département Cher in der Region Centre-Val de Loire; sie gehört zum Arrondissement Saint-Amand-Montrond und zum Kanton Dun-sur-Auron. Die Einwohner werden Palinois genannt.

## Geografie
Saint-Denis-de-Palin liegt etwa 22 Kilometer südöstlich von Bourges am Fluss Auron, in den hier sein Zufluss Ruisseau des Marais einmündet. Umgeben wird Saint-Denis-de-Palin von den Nachbargemeinden Saint-Just im Norden, Annoix im Nordosten, Dun-sur-Auron im Süden und Osten, Saint-Germain-des-Bois im Südwesten sowie Vorly im Westen.

## Bevölkerungsentwicklung
| Jahr                      | 1962 | 1968 | 1975 | 1982 | 1990 | 1999 | 2006 | 2013 |
| Einwohner                 | 365  | 354  | 314  | 327  | 374  | 339  | 336  | 342  |
| Quelle: Cassini und INSEE |      |      |      |      |      |      |      |      |

## Sehenswürdigkeiten
- Kirche Saint-Amand aus dem 12. Jahrhundert

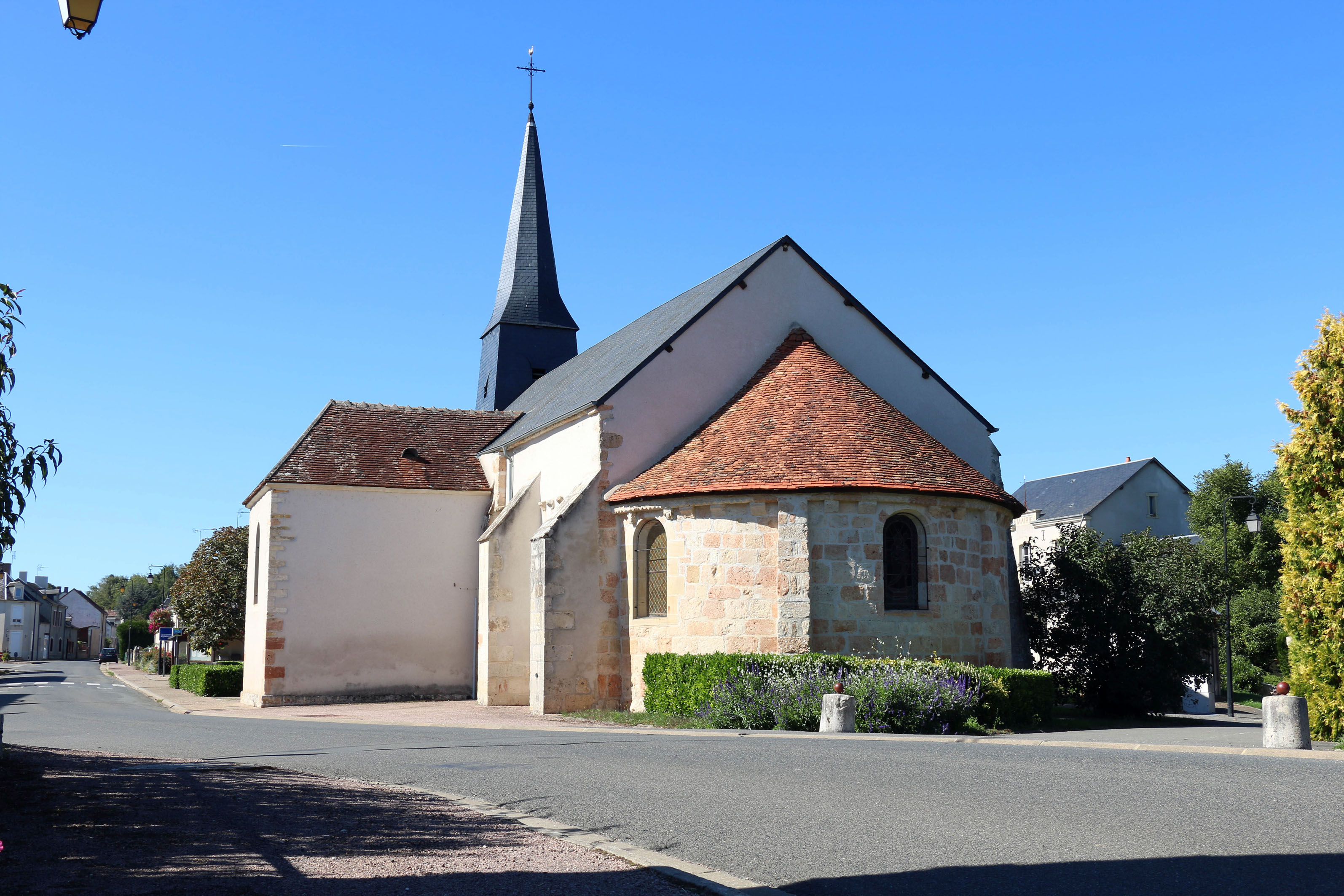
Kirche Saint-Amand

- Mühlen von Villaire und Villaine